# Arnemark
Arnemark ist ein Ort (småort) in der nordschwedischen Provinz Norrbottens län und der historischen Provinz (landskap) Norrbotten.
Der 89 Einwohner zählende Ort (2015) liegt in der Gemeinde Piteå. Die Bewohner des Dorfes pendeln zumeist in die größeren Orte der Umgebung, um dort zu arbeiten. Das Dorf liegt östlich des Flusses Piteälven, und der Länsväg 374 führt durch Arnemark hindurch. Arnemark besitzt einen Bahnhof an der Bahnstrecke Nyfors–Piteå, dieser wird im Personenverkehr nicht mehr genutzt.
Arnemark war eines der ersten Dörfer in der Gemeinde Piteå. Es wurde 1543 gegründet.